# قائمة النباتات المستخدمة في الأعشاب الطبية
هي قائمة من النباتات التي تم استخدامها في طب الأعشاب. والتي تحتوي على أكبر مجموعة من المركبات الكيميائية التي تستخدم لأداء الوظائف البيولوجية الهامة، وللدفاع ضد هجوم الحيوانات المفترسة مثل الحشرات والفطريات والثدييات آكلة الأعشاب. تمتلك العديد من هذه المواد الكيميائية النباتية آثار مفيدة للصحة على المدى الطويل إذا استخدمها الإنسان، فيمكن استخدامها بفعالية لعلاج الأمراض التي تصيب الإنسان. وقد تم عزل ما لا يقل عن 12000 من هذه المركبات حتى الآن؛ والذي يقدر بأقل من 10٪ من المجموع الكلي.
وتنقسم هذه المواد الكيميائية النباتية إلى (1) نتائج الأيض الأساسية مثل السكريات والدهون، والتي توجد في جميع النباتات; و (2) المركبات الثانوية وهي المركبات التي توجد في نطاق أصغر من النباتات والتي تخدم وظيفة أكثر تحديدا. على سبيل المثال، بعض المركبات الثانوية وهي السموم المستخدمة لردع الافتراس وغيرها كـالفيرومونات المستخدمة لجذب الحشرات للتلقيح. ومن هذه المركبات الثانوية والأصبغة التي يمكننا اتخاذها للإجراءات العلاجية للبشر والتي يمكن أن يتم تكريرها لإنتاج الأدوية، مثل الحبوب من جذور زهرة الأضاليا، الكينين من شجرة الكينا والمورفين والكودايين من الخشخاش، والديجوكسين من كف الثعلب. تتوسط آثار المركبات الكيميائية في النباتات على الجسم البشري من خلال عمليات مماثلة لتلك التي سبق معرفتها في المركبات الكيميائية في الأدوية التقليدية. والأدوية العشبية لا تختلف كثيرا عن الأدوية التقليدية في كيفية عملها وهذا يتيح للأدوية العشبية أن تكون فعالة بقدر الأدوية التقليدية، وأن يكون لديها أيضا نفس الاحتمالات في التسبب بآثارجانبية ضارة.

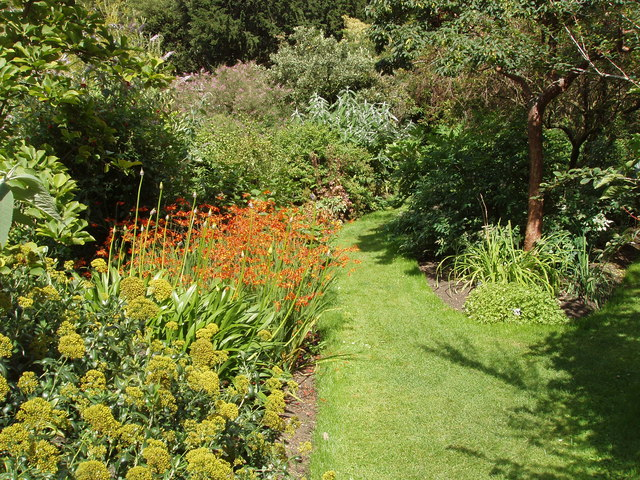
حديقة عالج تشيلسي تمت زراعة النباتات الطبية منذ 1673. النبات المبين هنا هو montbretia (crocosmia AUREA)، وتستخدم كعلاج للإسهال.

في أوروبا، يخزن الصيدلانيون المكونات العشبية لأدويتهم. في الأسماء اللاتينية للنباتات التي أنشأتها لينيوس، وتشير كلمة أوفيسيناليس إلى النبات الذي كان يستخدم في هذا المجال. على سبيل المثال، يصنف نبات الملوخية ضمن النباتات الطبية، وكما كان يستخدم تقليديا باعتباره أحد المطريات لتهدئة القرحة. ومن الأمثلة الأخرى للإستخدامات الطبية التي تشمل الأعشاب الطبية هي الطب الهندي القديم وطب الأعشاب والطب الصيني التقليدي. العقاقير هي فرع من فروع الطب الحديث الخاص بالأدوية المستخرجة من مصادر نباتية. النباتات المذكورة هنا هي تلك التي تم أو يتم استخدامها طبيا على الأقل في واحدة من هذه التقاليد الطبية.
يميل الطب الحديث الآن إلى استخدام المكونات النشطة من النباتات بدلا من استخدام جميع النباتات. يمكن تصنيع المواد الكيميائية النباتية أو مضاعفتها أو تحويلها إلى مستحضرات دوائية، ومن الأمثلة على هذه المشتقات الديجوكسين، من ^الديجيتال الارجواني. كابسيسين، من الفلفل الحار. والأسبرين، والذي يرتبط كيميائيا بحمض الساليسيليك الموجود في الصفصاف الأبيض. ما زال خشخاش الأفيون يكون مصدرا صناعيا رئيسيا للمواد الأفيونية، بما في ذلك المورفين. بعض العلاجات التقليدية، قد ترجمت إلى الأدوية الحديثة، على الرغم من أن البحث مازال متواصل بفعالية ومن الممكن التكيف على العلاج بالأعشاب التقليدية.

## المحتوى

### أ
- البرسيم (Medicago sativa) تستخدم اوراقه لخفض نسبة الكوليسترول، فضلا عن أمراض الكلى والمسالك البولية، ويوجد أدلة علمية كافية لفعاليته.
- الصبار تستخدم اوراق على نطاق واسع للشفاء من الحروق والجروح والأمراض الجلدية الأخرى.

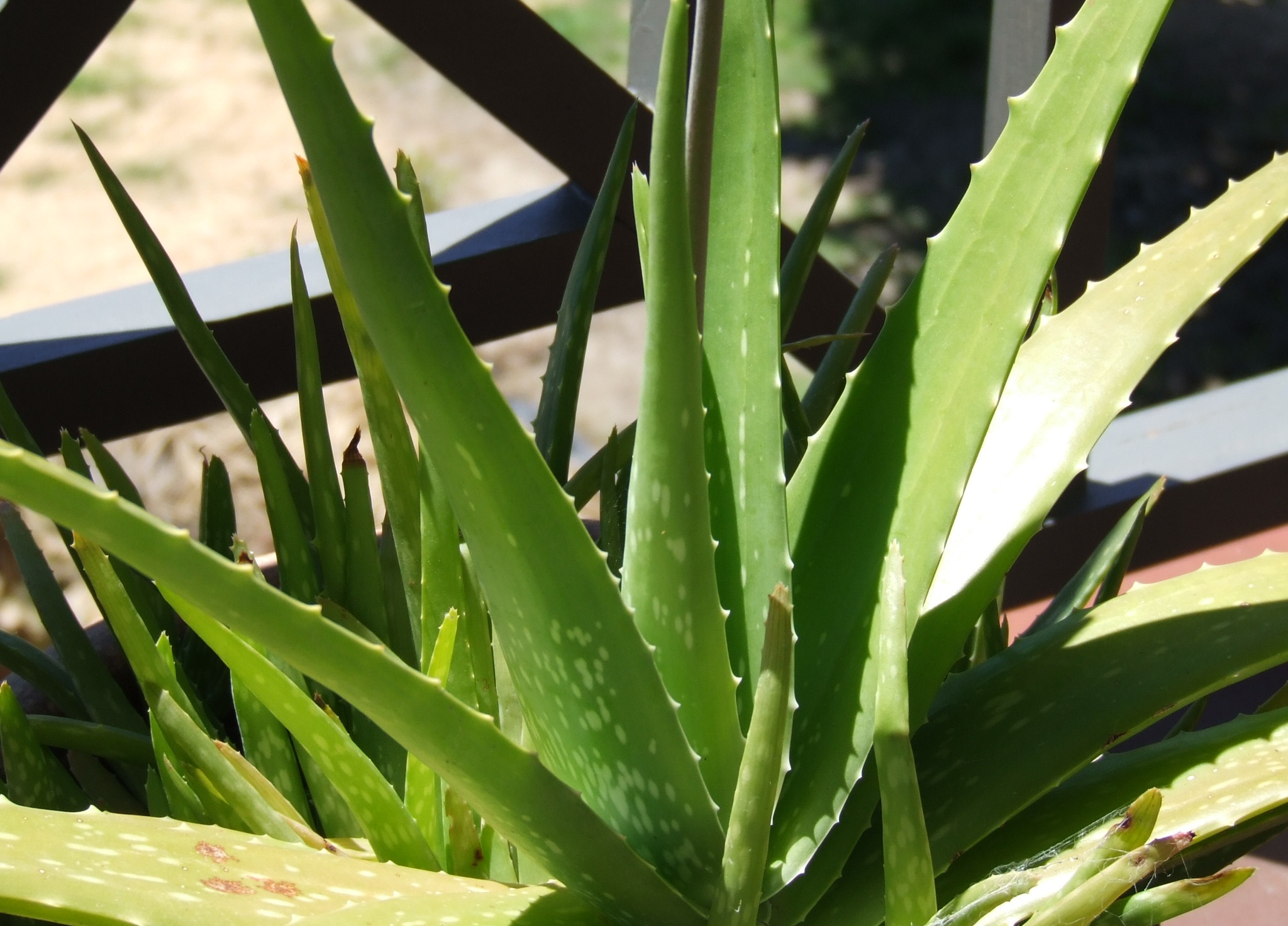
الصَبِر الحقيقي

- البلادونا (Atropa belladonna) على الرغم من أنها سامة، إلا انها استخدمت قديما في إيطاليا من قبل النساء في قطرات العين من أجل توسيع بؤبؤ العين، استخدمت أيضا كمسكنات، وغيرها من الاستخدامات. كما أن الاسم نفسه يعني باللغة الإيطالية «امرأة جميلة».
- القرع المر(Momordica charantia) يستخدم كأداة لخفض مستوى السكر في الدم.
- البرباريس (Berberis vulgaris) لديه تاريخ طويلا في استخدامات العلاجية ويعود تاريخها إلى العصور الوسطى وخاصة بين سكان أمريكا الاصليين. كما تستخدم لأمراض الجلد وداء الاسقربوط وأمراض المعدة والأمعاء.
- البرتقال المر (Citrus × aurantium) تستخدم في الطب الصيني التقليدي من قبل السكان الأصليين في منطقة الأمازون من أجل الغثيان وعسر الهضم والإمساك.
- أعشاب كوهوش السوداء (Actaea racemosa) استخدمت في الماضي لالتهاب المفاصل وآلام في العضلات، وتستخدم في الآونة الأخيرة من أجل الأعراض المرتبطة بانقطاع الطمث والحيض.
- الشوك المبارك (Cnicus benedictus) تم استخدامه خلال العصور الوسطى لعلاج الطاعون الدبلي، واما في العصر الحديث فيستخدم لصنع الشاي لفقدان الشهية وعسر الهضم وأغراض أخرى.
- العنب البري (genus Vaccinium) من فوائدة الطبية الحالية انه يعمل كمضاد للأكسدة وأمراض المسالك البولية.
- الكرفس (Apium graveolens)تستخدم البذور فقط في بعض الأحيان في الطب التقليدي اما في الطب الحديث فهو يستعمل في المقام الأول كمدر للبول.
- البابونج (Apium graveolens) يستخدم على مدى آلاف السنين لعدة حالات منها الأرق والقلق، واضطرابات الجهاز الهضمي مثل اضطرابات المعدة، والغازات، والاسهال.
- البلوط (Larrea tridentata) يستخدم الهنود الحمر اوراقه وأغصانه لتقديم الشاي العشبي في عدة حالات بما في ذلك التهاب المفاصل والسرطان وغيرها. وعندما كانت الدراسات التالية متغيرة جدا، في أحسن الأحوال.. وقد تبين أيضا أن للبلوط إمكانيه سمية عالية للكبد، وقد يودى إلى الفشل الكلوي، ولا ينصح به لأي استخدام من قبل إدارة الغذاء والدواء الأمريكية (FDA) وجمعية السرطان الأمريكية.
- الفلفل الحار (Capsicum frutescens) العنصر النشط، كابسيسين، هو أساس المراهم لتخفيف الآلام التجارية في الطب الغربي. انخفاض معدل الإصابة بالنوبات القلبية في التايلانديين التي قد تكون ذات صلة إلى العمل كابسيسين في تذويب الجلطات الدموية.

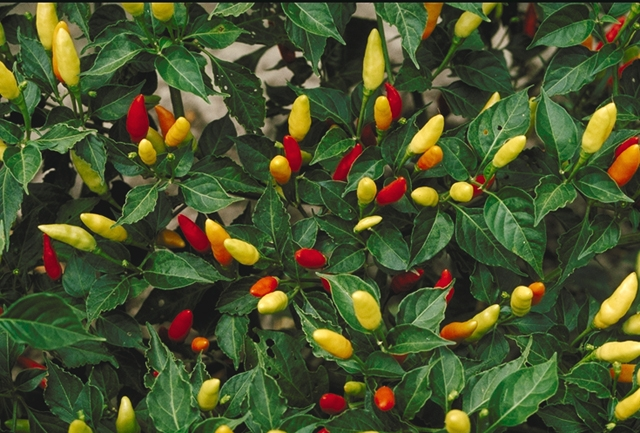
الفلفل الحار

- القرنفل (Syzygium aromaticum) يستخدم لاضطرابات المعدة وكطارد للبلغم، من بين أغراض أخرى. وكما يستخدم زيته موضعيا لعلاج وجع الاسنان.
- السنا القهوة  [لغات أخرى]‏ (Cassia occidentalis) يستخدم في استعمالات كثيره ومتنوعه بالطب التقليدي، وعلى وجه الخصوص تم استخدامه في مجال واسع لمضادات الميكروبات الداخلية والخارجية ولاضطرابات الكبد والديدان المعوية والطفيليات الأخرى وكمنشط لنظام المناعة.
- شاغة مخزنية (Symphytum officinale) تم استخدامه بمثابة دامل للجروح وتخفيف الالتهاب. كما أنه كان يستخدم داخليا في الماضي، على المعدة وغيرها من الأمراض، ولكن بسبب احتواها على السم قامت عدد من الدول الأخرى، مثل كندا والبرازيل وأستراليا والمملكة المتحدة إلى فرض قيود مشددة في حظر استخدام الشاغة المخزنية.
- الديجيتال الارجواني (Digitalis lanata)، أو قفاز الثعلب، بدء استعمالها في علاج أمراض القلب في أواخر القرن 18 في إنجلترا على الرغم من مستوى السم العالي فيه. كما تمت الاستعاضة بشكل شبه كامل من قبل مشتق الديجوكسين الصيدلاني، والتي لديها أقصر عمر نصفي في الجسم، وبالتالي يتم إدارة سميتها بسهولة أكثر. يستخدم الديجوكسين كأداة من أجل ارتفاع معدل ضربات القلب ومقويات التقلص العضلي.
- الديربيري (Sambucus nigra) يستخدم التوت وأوراقه تقليديا لعلاج الألم والتورم والالتهابات والسعال والأمراض الجلدية واستعمل في الآونة الأخيرة من أجل الإنفلونزا والبر، والحمى والإمساك والتهابات الجيوب الأنفية المشتركة.
- الافيدرين (Ephedra sinica) تم استخدامها لأكثر من5000 سنة في الطب الصيني التقليدي لأمراض الجهاز التنفسي. المنتجات التي تحتوي على الافيدرين تساعد في فقدان الوزن والطاقة والأداء الرياضي وخاصة تلك التي تحتوي على الكافيين أيضا، وقد تؤدي إلى السكته الدماغية وعدم انتظام ضربات القلب، وحتى الموت. تم حظر هذا النوع من المنتجات في الولايات المتحدة منذ ديسمبر 2003. والمكملات الغذائية الأخرى التي تحتوي على الافيدرين قد تم حظرها في فبراير 2004.
- أخدرية (Oenothera spp.) وقد استخدم الزيت منذ عام 1930 لمرض الأكزيما ومؤخرا استخدم كمضاد للإلتهابات.
- الحلبة (الحلبة foenum-graecum) منذ فترة طويلة تم استخدامها لعلاج أعراض انقطاع الطمث وأمراض الجهاز الهضمي. وفي الآونة الأخيرة، قد تم استخدامها لعلاج مرض السكري، وفقدان الشهية وغيره.
- أقحوان زهرة الذهب (Tanacetum parthenium) استخدمت لعدة قرون لأجل الحمى والصداع وآلام المعدة وآلام الأسنان ولسعات ولدغات الحشرات تصغير وغيره.
- السنط السنغالي (Senegalia senegal) قد تكون مفيدة في تكوين الاسنان وفقدان الوزن.
- النوني (Morinda citrifolia) لديه تاريخ طويل في الاستخدام لآلام المفاصل والامراض الجلديه.
- الخزامى (Lavandula angustifolia) كان يستخدم تقليديا كمطهر وايضا لأغراض الصحة النفسية. كما كان يستخدم في مصر القديمة بالهيئات التحنيطه. بالإضافة إلى أن هناك القليل من الأدلة العلمية التي أثبتت ان الخزامى فعال لمعظم الاستخدامات الصحة العقلية.

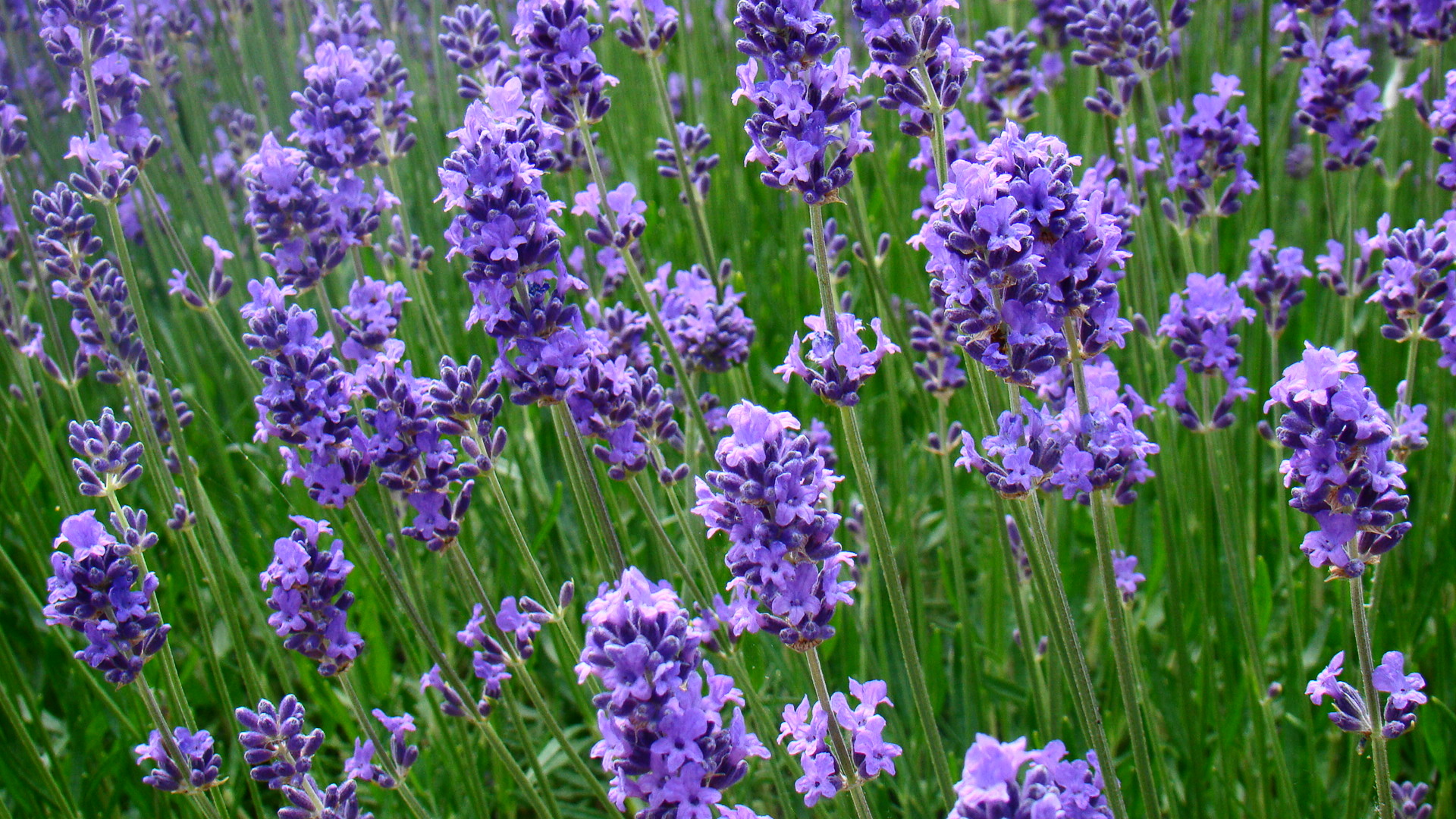
أزهار الخزامى

- إكليل جبل (Rosmarinus officinalis) قد استخدم بشكل طبي منذ العصور القديمة.
- الميرمية (Salvia officinalis) كما هو موضح انه يستخدم لأجل تحسين الوظيفة الإدراكية في المرضى الذين يعانون من مرض الزهايمر بنسبه خفيفة إلى معتدلة.
- الزعتر (Thymus vulgaris) يستخدم لعلاج التهاب الشعب الهوائية والسعال. كما أنه بمثابة مضاد للتشنج وطارد للبلغم. كما تم استخدامه في العديد من الأدوار الطبية الأخرى كالطب الآسيوي والهندي القديم، على الرغم من أنه لم تثب فعاليته في أي أدوار الطبية أخرى غير الجهاز التنفسي.
- الجعدة نبات المياه  [لغات أخرى]‏ (Teucrium scordium) تستخدم لعلاج الربو والإسهال والحمى والطفيليات المعوية البواسير والجروح.
- شوكران سام (Cicuta virosa) على الرغم من كونها واحدة من أكثر النباتات السامة في العالم، الا انها تستخدم أحيانا للألم والالتهاب.
- الصفصاف الأبيض (Salix alba) مصدره مصنع من حمض الصفصاف وهي مادة كيميائية متعلقة بالأسبرين وعلى الرغم من أنه من المرجح أن يسبب اضطراب في المعدة كأثر جانبي من الأسبرين نفسه. الا انه استخدم منذ العصور القديمة لنفس الاستخدامات كالأسبرين.
- النعناع الفلفلي (Mentha x piperita) النفط، مياه النعناع والنعناع مدبب، لديها تاريخ في استخدامه بالادوية لمجموعة متنوعة من الظروف، يتضمن ذلك الغثيان وعسر الهضم وأعراض نزلات البرد.
- الأوكالبتوس (Eucalyptus globulus) استخدمت اوراقها على نطاق واسع في الطب التقليدي باعتبارها طاردة للحمى.زيت الأوكالبتوس يستخدم عادة في أكثر من وصفة دوائية لأجل السعال والبرد، فضلا عن استخدام المسكن.
- إبرة الراعي جنوب أفريقيا أو اللَّقلقيّ السِّيديّ (Pelargonium sidoides) وتستخدم في علاج الالتهاب الحاد للشعب الهوائية.

### ب
- كتان (LINUM usitatissimum) غالبا يتم استخدمها كملين للمعدة. وكما أن زيت بذور الكتان يستخدم لحالات متعددة بما في ذلك التهاب المفاصل.
- بان زيتوني يستخدم للغذاء والدواء التقليدي. وكما يخضع لبحوث أولية للتحقيق في خصائصه المحتملة من المواد الغذائية والمواد الكيميائية النباتية.

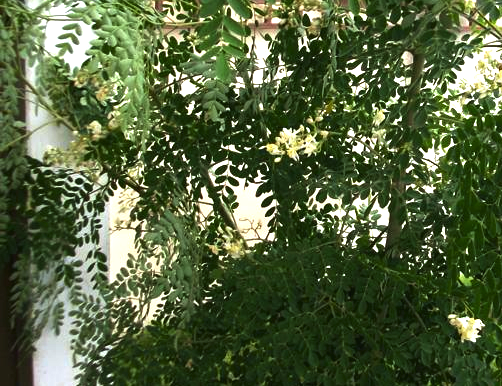
نبات البان في حديقة

- بابايا (CARICA(Carica papay))يستخدم لعلاج الجروح.
- بلميط منشاري (Serenoa repens) وقد استخدمته قبيلة سيمينول استخدما طبيا.
- بكورية طبية (Calendula officinalis)، أو آذريون، لديها تاريخ طويل لعلاج وتنظيف الجروح التي تصيب الجلد.

### ث
- ثوم (பூண்டு)(Allium sativum) ويستخدم على نطاق واسع كمضاد حيوي، وفي الآونة الأخيرة استخدم لعلاج أمراض القلب والأوعية الدموية.

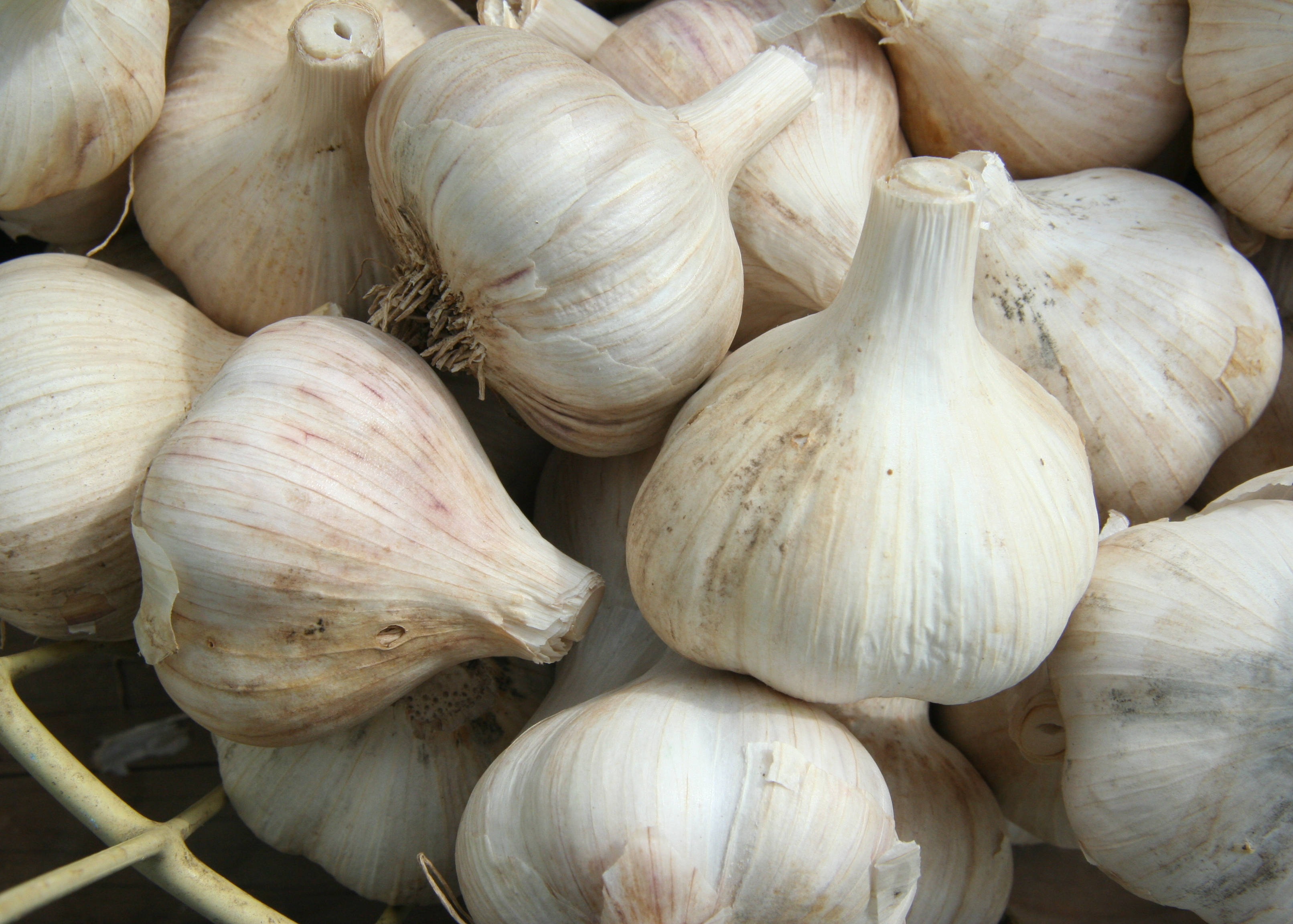
بصيلة الثوم

- ثاندر جاد فاين (Tripterygium wilfordii) استخدم في الطب الصيني التقليدي لعلاج التهاب أو فرط نشاط الجهاز المناعي.

### ج
- جذر الخراج (Polemonium reptans)يستخدم جذر الخراج للحد من الحمى، واإلتهاب، والسعال.
- جنكة (Ginkgo biloba) وقد استخدمت الأوراق المستخرجه من الجنكه لعلاج الربو والتهاب الشعب الهوائية والتعب وطنين الأذن
- جينسنغ(Panax ginseng and Panax quinquefolius) وقد استخدم طبيا لأكثر من 2000 سنةـ ولا سيما في آسياـ وكما أنه يستخدم على نطاق واسع في الوقت الحديث. .
- جوافة (Psidium guajava) لديها تاريخ غني لإستخدامها في الطب التقليدي كما أنها كانت تستخدم عادة لعلاج الإسهال ومع ذلك، فان الدليل على فعاليته محدود للغاية.
- جامايكا قرانيا (Piscidia erythrina / Piscidia piscipula) تستخدم في الطب التقليدي لعلاج الأرق والقلق وعلى الرغم من انها خطيرة وتحمل مخاوف تتعلق بالسلامة إلا ان هناك دراسه في عام 2006 اقترحت استخدامها للأغراض الطبية.
- جذر عرق السوس (Glycyrrhiza glabra) لديها تاريخ طويل من الاستخدام الطبي في الطب الشرقي والغربي. وكما يستخدم لقرحة المعدة والتهاب الشعب الهوائية والتهاب الحلق وكذلك الالتهابات التي تسببها الفيروسات، مثل التهاب الكبد.
- جرجير الماء (Nasturtium officinale) قد يكون مدر للبول ومضاد للجراثيم.

### ح
- حلتيت (Ferula assa-foetida) قد تكون مفيدة لمتلازمة القولون العصبي. وارتفاع الكوليسترول في الدم، ومشاكل التنفس.
- حشيشة الملاك الصينية (Angelica sinensis): قد استخدم منذ آلاف السنين في آسيا في مجال صحة المرأة في المقام الأول.
- حناء (Lawsonia inermis) مضاد فعال للبكتيريا، كما أن الكحول المستخرجة من جذوره مضادة للجراثيم بسبب وجود الفلافونويد وقلويدات ويعتقدان الحناء أيضا مضادة للالتهابات وخافضة للحرارة وكما كان لها تأثيرات مسكنة عند إجراء التجارب على الحيوانات.
- حرمل شائع (aka Harmal) (Peganum harmala) - مثبط أكسيداز أحادي الأمين. يمكن أن يستخدم كمضاد للاكتئاب ولكنه يحمل مخاطر كبيرة. وهو مكون من Ayahuasca، Caapi أو Yajé (الذي هو في الواقع عادة ماتكون Banisteriopsis caapi ولكن تكون لديها نفس القلويدات النشطة.
- حبق رقيق الأزهار (Ocimum tenuiflorum or Holy Basil) يستخدم لمجموعة من الأغراض متنوعة في الطب الهندي القديم.

### خ
- خاتم الذهب (Hydrastis canadensis) كان يستخدم تقليديا من قبل الهنود الحمر لعلاج أمراض الجلدية والقرحة والسيلان. وفي الآونة الأخيرة، تم استخدام اعشابه للجهاز التنفسي وعدد من الأمراض الأخرى.
- خطمي (Hibiscus sabdariffa)
- ختمية طبية (Althaea officinalis) وقد استخدمت لأكثر من 2000 سنة على حد سواء في الغذاء والدواء.
- خشخاش الأفيون(Papaver somniferum) مصدره النباتي من المورفين، والتي تستخدم لتخفيف الألم. يتم استخدام المورفين مصنوعة من الغسق المكرر والتي يتم تعديلها للسيطرة على الألم في مرضى الميئوس من شفائهم. وقد استخدم الغسق المجفف كدواء تقليدي حتى القرن ال19.

### د
- دبق أبيض(Viscum album) وقد استخدم لعلاج النوبات والصداع وغيره.

### ر
- رعي الحمام نبات زهرة (Verbena officinalis) يستخدم لالتهاب الحلق وأمراض الجهاز التنفسي.
- رقاقة الرماد (Ptelea trifoliata) يستخدم الجذر النباح للجهاز الهضمي. الذي يعرب أيضا باسم hoptree.

### ز
- زهرة العطاس (Arnica montana))، تستخدم كمضاد للالتهابات وهشاشة العظام.
- زنجبيل (Zingiber officinale) يستخدم لتخفيف الغثيان.
- زعرور (specifically Crataegus monogyna and Crataegus laevigata) تم استخدام هذه الثمار لعلاج مرض القلب لعدة قرون. وبالإضافة لإشتمالة على استخدامات أخرى كمشاكل الجهاز الهضمي والكلى.
- زيت شجرة الشاي (Melaleuca alternifolia) وقد استخدم بشكل طبي من قبل السكان الأستراليين الأصليين لقرون عديدة، أما في الاستخدام الحديث فهو يستعمل كمضاد للجراثيم أو فطريات.
- زهرة الحواشى (Veronica officinalis) تستخدم لالتهابات الجيوب الأنفية والأذن.
- زهرة العاطفة (Passiflora) - يعتقد بأن لها خصائص مضادة للاكتئاب.غير معروفة من قبل وزارة الزراعة كما يستخدم في الطب التقليدي للمساعدة في النوم أو الاكتئاب.

### س
- سلبين مريمي (Silybum marianum) قد استخدمت لآلاف السنين لمجموعة متنوعة من الأغراض الطبية، وخاصة في مشاكل الكبد.

### ش
- شجرة أشوكا (Saraca indica) تستخدم في تقاليد الايورفيدا لعلاج اضطرابات أمراض النساء. يستخدم لحاء أيضا لمكافحة الوذمة أو التورم.
- شجر الكينيا هي ستة من حوالي 38 نوعا من الاشجار باللحاء كما أنها مصدر قلويدات والتي كانت كثيرة الاستخدام من قبل بيرو الجزويت أول مرة في القرن ال17 بمثابة طارد الحمى.
- شجيره الواهو (Euonymus atropurpureus) هو ملين للمعدة وربما يؤثر على القلب.

### ط
- طرخشقون (Taraxacum officinale) كان الاستخدام الأكثر شيوعا بالتاريخ لعلاج أمراض الكبد وأمراض الكلى ومشاكل الطحال.

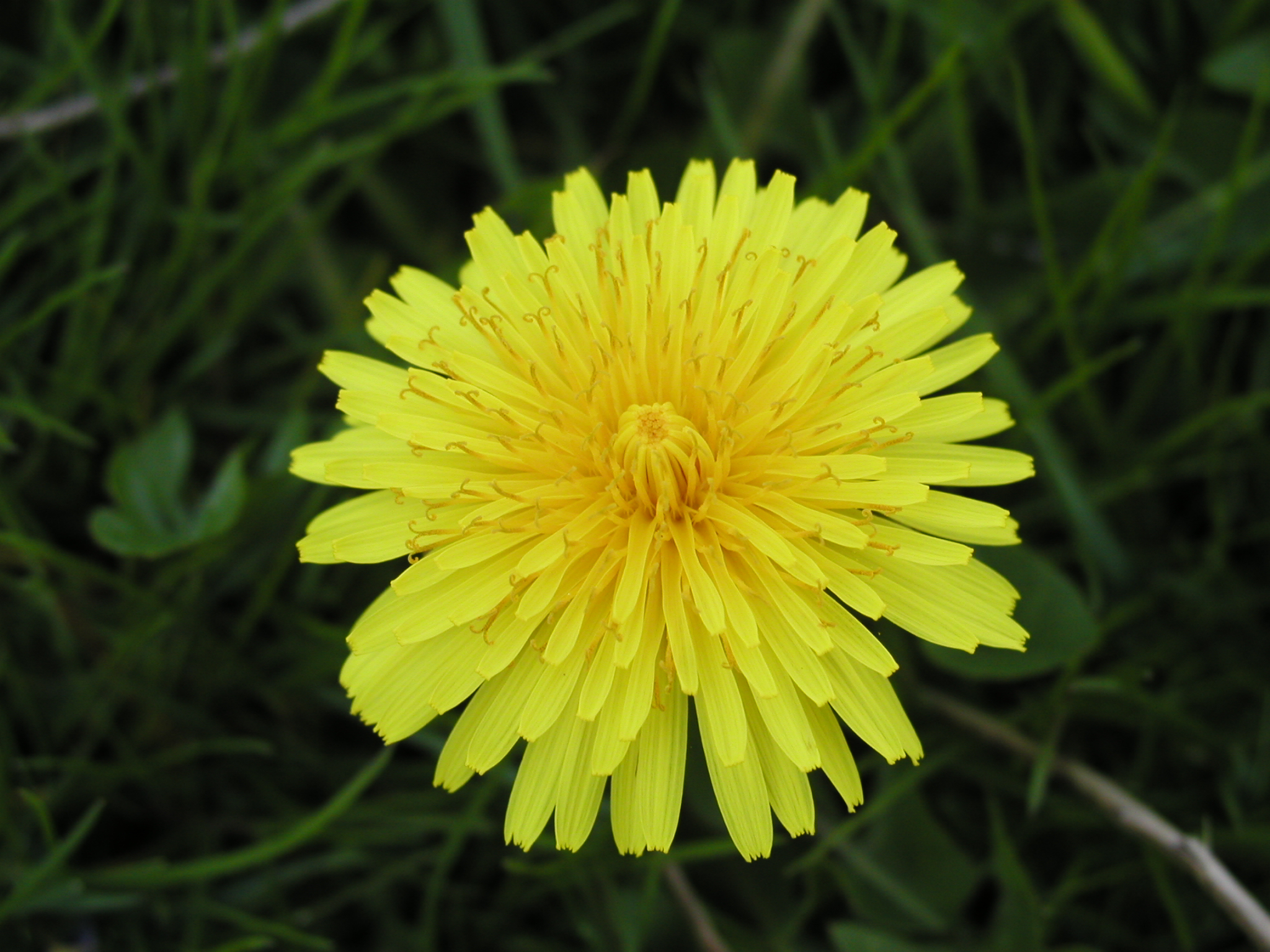
طرخشقون

### ع
- عنب الأحراج (Vaccinium myrtillus) يستخدم لعلاج الإسهال، وداء الاسقربوط، وبعض الحالات الأخرى.
- عنبية حادة الخباء (Vaccinium macrocarpon) كان يستخدم بالتاريخ باعتباره دامل الجروح والاضطرابات البولية والإسهال ومرض السكري وأمراض المعدة ومشاكل في الكبد، حيث تستعمل بالوقت الحديث للمشاكل المرتبطة بالمسالك البولية.
- عنب (Vitis vinifera) قد استخدمت اوراقه وثماره بشكل طبي منذ عصر اليونانيين القدماء.
- عشبة القمح (Triticum aestivum) قد تحتوي على مركبات مضادة للأكسدة ومضادة للالتهابات.

### ف
- فليفلة كايين (Capsicum annuum) هو نوع من أنواع الفلفل الحار الذي يستخدم منذ آلاف السنين لكل من الغذاء والدواء. وقد يستخدم لتقليل حدة الالام والتورم، وخفض مستويات الدهون الثلاثية والكوليسترول في الدم ومحاربة الفيروسات والبكتيريا الضارة، نظرا لاحتوائها نسبة عالية من فيتامين C. ]

### ق
- قتاد (Astragalus propinquus) يستخدم منذ زمن طويل في الطب الصيني التقليدي لتقوية جهاز المناعة، ويستخدم في الصين الحديثة لعلاج التهاب الكبدالوبائي، وتوصف كعلاج مساعد في حالات السرطان.
- قرطب (Arctium lappa) يستخدم تقليديا كمدر للبول، وخفض لنسبة السكر في الدم، ويستخدم في الطب الصيني التقليدي لعلاج التهاب الحلق وأعراض نزلات البرد.
- قات هو منبه خفيف استخدم لآلاف السنين في اليمن، وحظر اليوم في العديد من البلدان. كما يحتوي على المنشطات مثل مادة الكاثينون.
- قرطوم (Mitragyna speciosa) ومن المعروف ان قرطوم يستخدم لمنع أو تأخير أعراض الانسحاب في الفرد التي تعتمد على المواد الأفيونية، وغالبا ما تستخدم لتخفيف الرغبة الشديدة. ويمكن أيضا أن تستخدم لأغراض طبية أخرى. ويستخدم قرطوم عادة في مناطق مثل ماليزيا وتايلاند واندونيسيا.
- قنفذية ارجواني (Echinacea purpurea) وقد استخدمت هي وأنواع أخرى من قنفذية لأكثر من 400 سنة على الأقل من قبل الهنود الحمر لعلاج الالتهابات والجروح ونتيجة لذلك أصبح معروف للعامة بـ «العلاج للجميع» (دواء لكل داء). ويستخدم حاليا بالأعراض المرتبطة بالبرد والانفلونزا.
- قطرة الماء نبتة (Oenanthe aquatic)تستخدم بذورها للسعال والغازات المعوية واحتباس بالماء.

### ك
- كف مريم (Vitex agnus-castus) استخدم عبر آلاف السنين لمشاكل الدورة الشهرية، وتحفز الرضاعة. [41]
- كستناء الحصان (Aesculus hippocastanum)وقد استخدمت البذور والأوراق واللحاء والزهور طبيا لقرون عديدة. كما أن موادها النباتية الخام السامة ما لم تجهز بعد.
- كنباث (Equisetum arvense) يعود هذا النبات إلى الرومانية القديمة والطب اليوناني عندما كانت تستخدم لوقف النزيف وشفاء التقرحات والجروح وعلاج مشاكل مرض السل والكلى.
- كافا (Piper methysticum) تم استخدامها لعدة قرون في جنوب المحيط الهادئ لعمل شراب الاحتفالية مع المسكنات وخصائص التخدير ويتم استخدامه بمثابة منوم بالإضافة لعلاج الربو والتهاب المسالك البولية.
- كونجك (Amorphophallus konjac) هو مصدر غذائي هام للجلوكومانان، الذي يستخدم في علاج السمنة، والإمساك، وخفض الكولسترول.
- كنا (Sceletium tortuosum) العلاج الأفريقي للاكتئاب. تم اقتراحه أن يكون لمثبطة للسيروتونين وقد يكون لها آثار مماثلة، ولكن آلية عملها غير معروفة .
- كركم (Curcuma longa) من التوابل التي تضفي لوناً أصفر مميز للكاري الهندي. ومنذ فترة طويلة استخدم في الطب الصيني التقليدي وألايورفيدا لأجل المساعدة على الهضم وفي وظيفة الكبد وتخفيف آلام التهاب المفاصل وتنظيم الدورة الشهرية.

### ل
- ليمون (Citrus limon)، بجانب الحمضيات الأخرى، لديها تاريخ طويل في الاستخدام الطبي التقليدي الصيني والهندي.وشائعا في الاستخدام المعاصر ان العسل والليمون تكون لعلاج السعال والتهاب الحلق.
- لوتس (Nelumbo nucifera) اللوتس كان موضوعا لعدد من التجارب للمختبرات والدراسات على الحيوانات، لاجل استكشاف آثاره الدوائية بما في ذلك مضادات الأكسدة والكبد والمناعة ومكافحة للعدوى ودهون الدم والنشاط بالعلاج النفسي بالرغم من أنها كانت تفتقر إلى التجارب السريرية.
- لسان الحمل المياه (Alisma plantago-aquatica) يستخدم للمسالك البولية.

### م
- مخالب القط (Uncaria tomentosa) لديه تاريخ طويل من الاستخدامات في أمريكا الجنوبية لعلاج والوقاية من المرض.
- منثور (Erysimum cheiri) يحتوي على المكونات يمكن أن تؤثر على القلب.
- مردقوش شائع (Origanum vulgare)) يستخدم في الطب الشعبي كأداة للإجهاض وفي بعض يستخدم في أجزاء بوليفيا ودول أمريكا الجنوبية الشمالية الغربية الأخرى وعلى الرغم من عدم وجود أية أدلة مثبتة في الطب الغربي على فعاليته. أبقراط استخدم المردقوش كمطهر وكذلك علاج للمعدة وأمراض الجهاز التنفسي. كما لا يزال يستخدم المردقوش كريتي (O. dictamnus) اليوم في اليونان يعد بمثابة مسكن لالتهاب الحلق. ومازالت الأدلة على فعالية في هذه الأمر غير متوفرة.

### ن
- نخل الاساي (Euterpe oleracea)على الرغم من التوت أكي هو مصدر الغذاء منذ فترة طويلة للسكان الأصليين في منطقة الأمازون، وليس هناك دليل على أنهم خدموا الناحية التاريخية الطبية، في مقابل دور التغذية. وبالرغم من انها مؤخرا تحمل شعبيه في الولايات المتحدة كمكمل غذائي، إلا انه لايوجد أي دليل حاليا على فعاليتها لأي غرض من الأغراض المتعلقة بالصحة.
- نبات الربو (Euphorbia hirta)) وقد استخدم تقليديا في آسيا لعلاج الربو والتهاب الشعب الهوائية وتشنج الحنجرة. فهو يستخدم أيضا في الفلبين لحمى الضنك.
- نبات المر (amygdalina) ويستخدم من قبل كل من الرؤساء والشعوب الأصلية في أفريقيا لعلاج الأمراض المعوية مثل الزحار.
- نيم شائع ((Azadirachta indica))، وتستخدم في الهند لعلاج الديدان والملاريا والروماتيزم والالتهابات الجلدية واستخدامات أخرى. وبسبب الاستخدام المتعدد لالنيم أصبح يطلق عليها اسم «مستوصف القرية» في الهند.
- نفل المروج (Trifolium pratense) هو أحد العناصر الموجودة في بعض الوصفات الخاصة لتناول شاي ايزايك. ولم تجد الأبحاث أي منافع لصحة الإنسان.
- نبتة سانت جون (Hypericum perforatum)، وتستخدم على نطاق واسع داخل أعشاب طبية لعلاج الاكتئاب. وايضا تقييم لاستخدامها كعامل مضاد للاكتئاب، ولكن مازالت النتائج غامضة.
- ندغ بستاني(Satureja hortensis) تظهر خلاصاته بعض التأثيرات المضادة للجراثيم وللفطريات على العديد من الأنواع بما في ذلك بعض أنواع الأمراض المقاومة للمضادات الحيوية.
- ناردين مخزني (Valeriana officinalis) وقد استخدم في روما واليونان القديمة لأجل اضطرابات النوم والقلق.

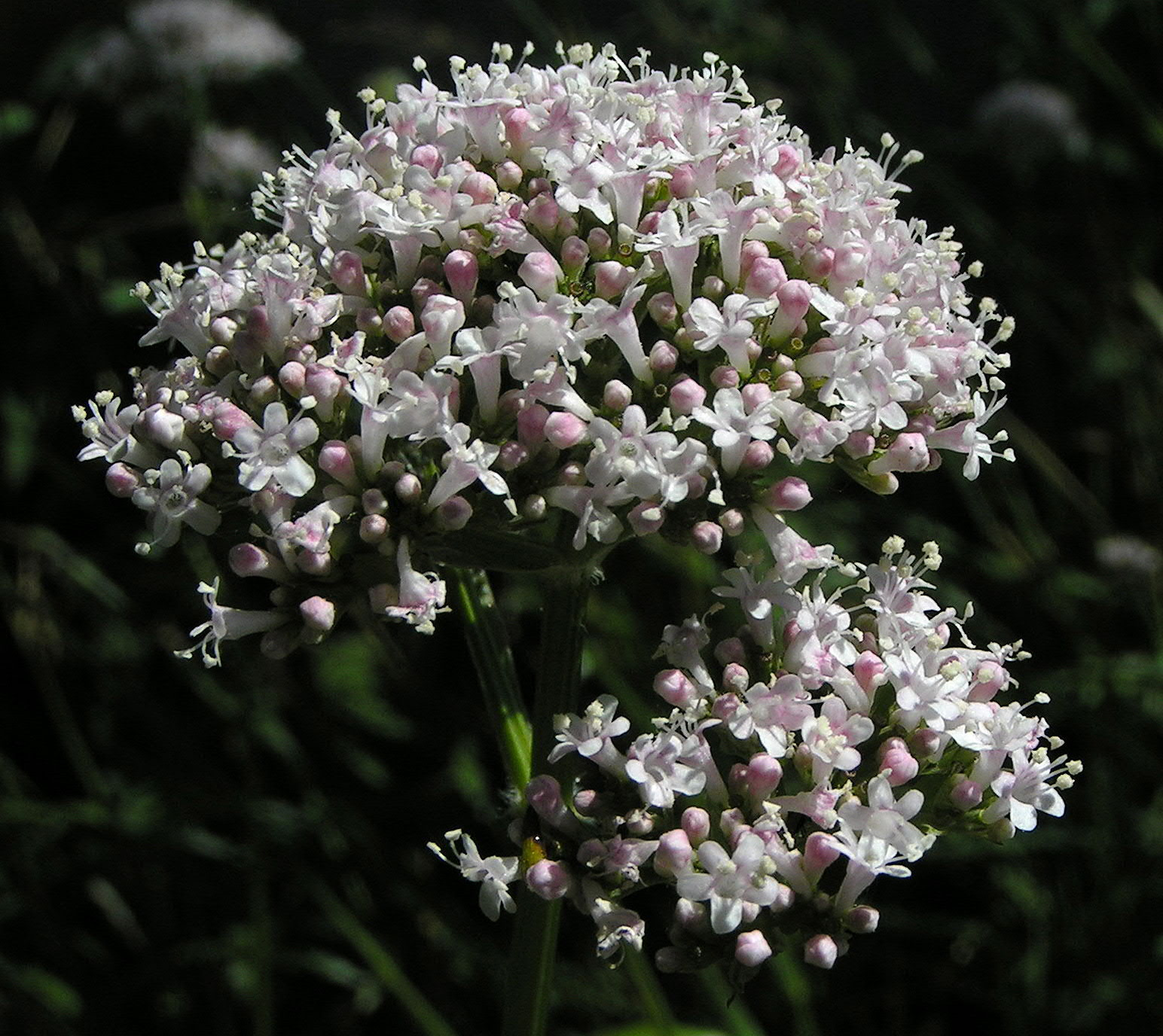
ناردين مخزني

- نبات الفيلفيتليف (Cissampelos pareira) يستخدم لمجموعة واسعة من الحالات أو الأعراض.
- نجيل الهند (zizanioides Chrysopogon) يستخدم للعناية بالبشرة.

### هـ
- هوديا (Hoodia gordonii) تستخدم عادة من قبل كالاهاري سان (لبوشم) للحد من الجوع والعطش بالإضافة إلى أنه يتم تسويقها حاليا لأمراض للشهية.

#### ي
- يربا سانتا سانتا (Eriodictyon crassifolium) وقد استخدمه شعب Chumash للحفاظ على الشعب الهوائية مفتوحة لتنفس السليم.

### X
- Xanthoparmelia scabrosa يستعمل للضعف الجنسي.